# Acelera, Tijuca!
Acelera, Tijuca! foi o enredo apresentado pela Unidos da Tijuca no desfile das escolas de samba do Rio de Janeiro do carnaval de 2014. Com o desfile, a escola conquistou o seu quarto título de campeã do carnaval carioca, sendo o terceiro em cinco anos. O enredo, desenvolvido pelo carnavalesco Paulo Barros homenageou o piloto brasileiro, tricampeão mundial de Fórmula 1, Ayrton Senna, morto em 1994. Barros optou por não fazer um enredo contando a vida de Senna, e sim uma corrida fictícia disputada e vencida por Senna contra competidores inusitados como o velocista jamaicano Usain Bolt; animais rápidos como o Leopardo; invenções do Homem como o trem bala e a internet; personagens do desenho animado Corrida Maluca, como Penélope Charmosa e Dick Vigarista; além de outros como Sonic, The Flash e Ligeirinho.
A Tijuca foi a sexta e última escola a desfilar na segunda noite do Grupo Especial, iniciando sua apresentação na manhã do dia 4 de março de 2014. O samba-enredo do desfile foi composto por Caio Alves, Fadico, Gustavinho de Oliveira e Rafael Tinguinha, sendo interpretado por Tinga. O desfile teve ainda Julinho Nascimento e Rute Alves como primeiro casal de mestre-sala e porta-bandeira; Mestre Casagrande comandando a Bateria Pura Cadência; e a atriz Juliana Alves como Rainha da Bateria. Irmãos de Ayrton, Viviane Senna e Leonardo Senna; e o sobrinho do piloto, Bruno Senna, também participaram do desfile.
Especialistas classificaram o desfile como "correto", e alguns veículos de imprensa listaram a Tijuca entre as favoritas ao título junto com Salgueiro e Portela. A escola recebeu diversos prêmios, com destaque para a Bateria Pura Cadência, que foi a mais premiada do ano. A Tijuca foi campeã com um décimo de vantagem sobre o vice-campeão Salgueiro. A escola conseguiu a pontuação máxima na maioria dos quesitos. O criticado samba-enredo, listado por especialistas entre os piores do ano, foi o quesito mais despontuado, com a perda de cinco décimos. Após o carnaval, o carnavalesco Paulo Barros e os coreógrafos Priscilla Mota e Rodrigo Negri se desligaram da Tijuca.

## Antecedentes

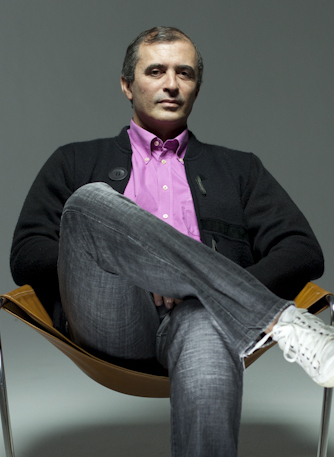
O carnavalesco Paulo Barros foi campeão dos carnavais de 2010, 2012 e 2014 com a Unidos da Tijuca.

A Unidos da Tijuca passava por uma ótima fase no início da década de 2010. Foi campeã do carnaval de 2010 com o histórico desfile "É Segredo!", quebrando um longo jejum de 74 anos depois da primeira conquista, no carnaval de 1936. Após o vice-campeonato de 2011, foi novamente campeã no carnaval de 2012, com um desfile sobre Luiz Gonzaga. No carnaval de 2013 teve alguns problemas, mas conseguiu o terceiro lugar com um desfile sobre a Alemanha. Os desfiles, assinados pelo carnavalesco Paulo Barros, foram reconhecidos pela ousadia e criatividade, com muita coreografia e truques de mágica.
Para o carnaval de 2014, a Tijuca realizou mudanças em sua equipe, vencedora dos carnavais de 2010 e 2012. A escola contratou o intérprete Tinga e o casal de mestre-sala e porta-bandeira Julinho Nascimento e Rute Alves. Os três estavam na Unidos de Vila Isabel, onde foram campeões do carnaval de 2013. Tinga substituiu Bruno Ribas, que estava na Tijuca desde 2009. Julinho e Rute substituíram Marquinhos e Giovanna Justo, que estavam na escola desde 2010. Fernando Costa assumiu a Direção de Carnaval; enquanto Paulinho Haiti assumiu a Direção de Harmonia. Foram mantidos na equipe o carnavalesco Paulo Barros; os coreógrafos da Comissão de Frente, Priscilla Mota e Rodrigo Negri; o Mestre de Bateria, Casagrande; e a Rainha de Bateria, Juliana Alves. No dia 8 de julho de 2013 foi sorteada a ordem dos desfiles para o carnaval de 2014. A Tijuca foi sorteada para ser a penúltima escola a se apresentar na segunda noite, mas trocou de posição com a Portela, ficando com a última posição de desfile, a preferida de muitas agremiações por ser a que mais rendeu títulos a desfiles no sambódromo.

## O enredo

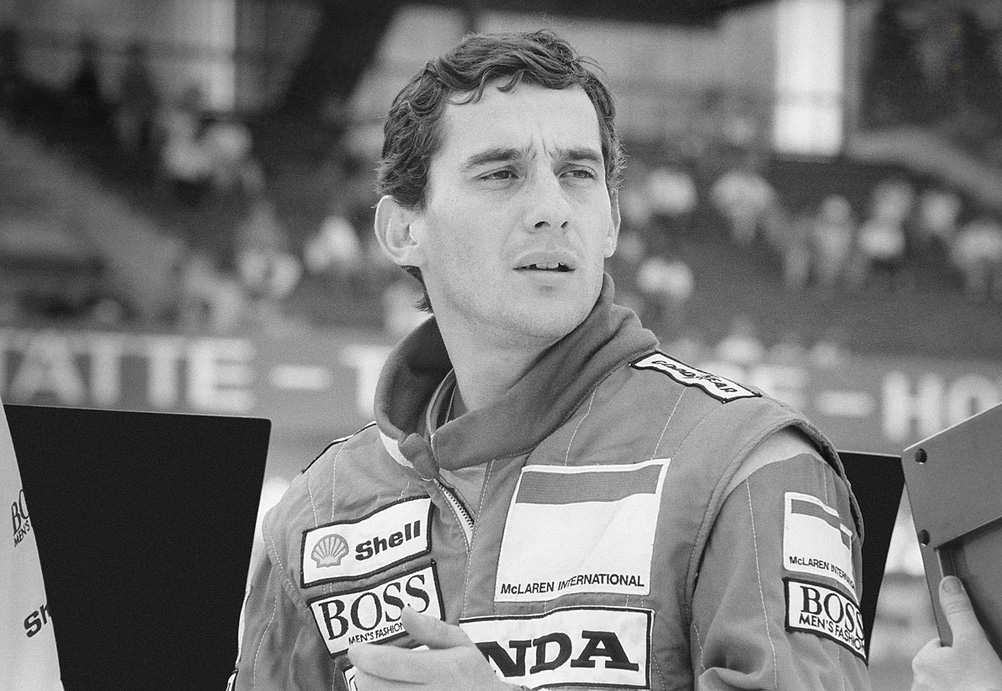
Ayrton Senna, tema do enredo do desfile.

O enredo do desfile homenageou o piloto brasileiro, tricampeão mundial de Fórmula 1, Ayrton Senna, morto em 1994. O enredo foi divulgado oficialmente no dia 1 de maio de 2013, data em que se completou dezenove anos da morte de Senna. O tema foi escolhido pelo presidente da Tijuca, Fernando Horta, que era fã de Senna. Horta entrou em contato com a irmã de Senna, Viviane, e o Instituto Ayrton Senna, que apoiaram a homenagem. O desfile fez parte de uma série de eventos com o selo "Ayrton Senna Sempre", realizados em 2014, em lembrança aos vinte anos da trágica morte do piloto. O carnavalesco Paulo Barros optou por não fazer um enredo contando a vida de Senna, e sim uma corrida fictícia disputada e vencida por Senna contra competidores inusitados como o velocista jamaicano Usain Bolt; animais rápidos como o Leopardo; invenções do Homem como o trem bala e a internet; personagens do desenho animado Corrida Maluca, como Penélope Charmosa e Dick Vigarista; além de outros como Sonic, The Flash e Ligeirinho.
"Será um grande desafio. Neste ano, mais brando por conta da figura do Ayrton, tenho certeza que as coisas vão fluir com muito mais naturalidade. Será mais apetitoso de se concluir. Mas o enredo não é biográfico. Ele é pautado na emoção, na alegria, na história do Ayrton herói, do mito. É pautado no prazer. Até porque se formos contar toda a história do Ayrton em seis carros alegóricos, precisaríamos de mais quatro agremiações para relatar tudo [...] Nossa única certeza é que buscaremos levar duas estrelas ao pódio: Unidos da Tijuca e Ayrton Senna".
— Paulo Barros, sobre o enredo da Tijuca.

## O samba-enredo

### Processo de escolha
O samba-enredo enredo do desfile foi escolhido através de um concurso entre os meses de agosto e outubro de 2013. O processo de escolha foi realizado em forma de classificatória, com as obras concorrentes sendo apresentadas na quadra da escola, e avaliadas pela direção da agremiação, com eliminatórias semanais. A final da disputa foi realizada na madrugada do domingo, dia 20 de outubro de 2013, na quadra da Tijuca. Quatro parcerias disputaram a final: o samba de Celinho Maneiro, Enilson e Almir Aguiar; o samba de Márcio André Filho, R. Grassano, Flávio Martins, Niva; o samba de Caio Alves, Fadico, Gustavinho de Oliveira, Rafael Tinguinha; e o samba de Edinho, Diego do Carmo, Luiz Thiago e Vitor Coutinho. Por volta das seis horas da manhã de domingo, a diretoria da escola anunciou a vitória da obra composta Caio Alves, Fadico, Gustavinho de Oliveira, Rafael Tinguinha. Caio Alves é filho da porta-bandeira da escola, Rute Alves; enquanto Tinguinha é filho do intérprete da escola, Tinga. Após a escolha do samba, a diretoria da escola promoveu mudanças na letra da obra. O verso "a internet avançando a cada dia" foi alterado para "a internet ultrapassou a energia". No refrão principal, o trecho "Nos guia a estrela que brilha no céu / Ayrton Senna do Borel" foi alterado para "Guiando o futuro que um sonho construiu / Ayrton Senna do Brasil".

### Letra
A letra do samba narra uma corrida de carro onde participam animais, personagens, esportistas e outras coisas como internet e eletricidade. No final, a corrida é vencida pelo homenageado do enredo, Ayrton Senna. O samba começa descrevendo os preparativos para a corrida e a largada ("Vai começar / Libere a pista para a emoção / Foi dada a partida, prepare o seu coração / Tijuca, a hora chegou / Quem será o vencedor?"). A seguir, a letra começa a inserir os competidores, como os animais; e faz alusão ao Horse Power, unidade de medida inspirada na força dos cavalos de tração ("Dos animais, agilidade / A inspirar velocidade"). No verso seguinte, internet e energia são personificadas como se estivessem disputando a corrida ("Impressionante a ousadia / A internet ultrapassou a energia / A equipe anunciou, no pit stop o piloto parou"). O refrão central brinca com a bateria da escola, conhecida como "Pura Cadência", e cita os desenhos animados da Corrida Maluca e Dick Vigarista ("E lá vão eles na pura cadência do samba / Numa corrida maluca repleta de bambas / Tentando trapacear, deu mole, rodou na pista / Ficou pra trás o vigarista"). A segunda parte do samba inicia fazendo referência aos atletas e ao avião supersônico capaz de quebrar a barreira do som ("Rompendo barreiras, superam limites / Atletas buscando o primeiro lugar"). A seguir, são lembrados os colecionadores de carros antigos ("Quando de repente pisando no breque / Vi no calhambeque alguém acenar"). No final da fictícia corrida, desponta Ayrton Senna liderando ("Na última volta do meu carnaval / Desponta o gênio, talento imortal / Trazendo nas mãos a bandeira do nosso país"). Ayrton vence a competição e toca o "Tema da Vitória" ("Na reta, a consagração / O tema a emocionar / Lá vem o campeão voando baixo pra vitória alcançar"). O samba é finalizado com o refrão principal ("Acelera, Tijuca, eu vou com você / Nosso lema é vencer / Guiando o futuro que um sonho construiu / Ayrton Senna do Brasil").

### Crítica especializada
O samba recebeu críticas negativas dos especialistas. Os jornalistas Leonardo Lichote, do jornal O Globo; e Leonardo Bruno, do jornal Extra, listaram o samba tijucano entre os piores do ano. Segundo Marcus Vinicius Pinto, do Portal Terra, "o samba é interessante, embora algumas rimas sejam pobres e forçadas". Para Bruno Guedes, da Cult Magazine, o samba é "funcional" ("refrões fortes e letra casada com o enredo fazem da obra uma garantia de sucesso para o desfile"). Segundo Marco Maciel, do site especializado Sambario, o samba é "funcional, pra cima, cujo melhor momento se encontra disparadamente no refrão do meio, um achado. Bem-humorado e gingado, mistura muito bem o nome da bateria tijucana com o clássico desenho de Hanna-Barbera (Corrida Maluca). Já o restante da obra não chama atenção e peca em letra, principalmente na primeira parte. O trecho 'Impressionante a ousadia / A internet ultrapassou a energia', por mais que seja paupérrimo poeticamente, tem certa coerência e humor dentro do contexto do enredo. É um samba divertido, porém o mais fraco do ano no Grupo Especial". Para João Marcos, também do Sambario, "a letra é um pouco preguiçosa, com soluções com exagerada simplicidade em alguns pontos. O refrão do meio é interessante e se sobressai; e a segunda parte, apesar de simples, traz uma melodia levemente emocionante para falar de Ayrton Senna com algum sentimento, sem destoar da brincadeira inicial. É um samba muito simpático".

## O desfile
A Tijuca foi a sexta e última escola a desfilar na segunda noite do Grupo Especial, iniciando sua apresentação às quatro horas e vinte minutos da manhã do dia 4 de março de 2014. A apresentação contou com quatro mil e quinhentos componentes, divididos em 33 alas e seis carros alegóricos. A escola finalizou seu desfile às cinco horas e trinta e seis minutos da manhã, totalizando uma hora e seis minutos de apresentação, um minuto a mais do que o tempo mínimo estipulado pelo regulamento do concurso. Ao final, o público dos camarotes e arquibancadas invadiu a pista e seguiu atrás da escola, ato conhecido no meio carnavalesco como "arrastão". Participaram do desfile os irmãos de Ayrton, Viviane Senna e Leonardo Senna; e o sobrinho do piloto, Bruno Senna. Abaixo, o roteiro do desfile e o contexto das alegorias e fantasias apresentadas.
| Roteiro do desfile |
| Abertura |
| --- |
| Comissão de Frente: "Pole Position" A Comissão de Frente, coreografada por Priscilla Mota e Rodrigo Negri, representou a disputa pela pole position da fictícia corrida do desfile. Pole position é a primeira posição no grid de largada de uma corrida. Na F1, os pilotos disputam a pole position durante qualificatórias realizadas antes das corridas. A Comissão teve a participação de quinze componentes, sendo quatro interpretando mecânicos, vestidos com macacões nas cores da escola (azul e amarelo). Outros onze componentes interpretaram os "competidores", fantasiados de Penélope Charmosa, Dick Vigarista, Muttley, Sonic, The Flash, Ligeirinho, Speed Racer, Corredor X, Usain Bolt, Guepardo e Ayrton Senna, que foi interpretado pelo bailarino Fabrício Negri. Os "competidores" deslizavam pela pista usando tênis com rodinhas. A Comissão foi acompanhada por um elemento alegórico na forma de um box (garagem) de F1. A coreografia começou com os "mecânicos" tirando de dentro da garagem uma pequena mesa, coberta com um tecido branco, e um troféu em cima. Na história contada pela Comissão, a Pole Position seria disputada através de um desafio de puxar o tecido da mesa sem derrubar o troféu que está em cima dela. Os componentes vestidos de Dick Vigarista e The Flash fazem o desafio, mas acabaram falhando e derrubando o troféu. No momento em que o componente interpretando Senna vai tentar fazer o desafio, os "mecânicos" tiram de dentro da "garagem" uma mesa maior, de três metros e oitenta centímetros, com vários troféus em cima. Em seguida, "Senna" entra na "garagem" e sai de lá pilotando uma réplica da clássica McLaren vermelho e branco pilotada por Ayrton Senna entre 1988 e 1993. O piloto brasileiro de Fórmula 3, Alexandre Doretto pilotou a réplica, que, na verdade, era um carro de F3 adaptado. Alexandre estava caracterizado como Senna, usando um macacão vermelho similar ao da McLaren e o clássico capacete verde e amarelo de Ayrton. O cano de descarga do carro foi deixado aberto para que o público ouvisse o ronco do motor. Uma outra réplica foi deixada dentro da "garagem" para substituir o primeiro carro, caso desse algum tipo de problema. Na sequência da coreografia, os "mecânicos" amarram uma corda ligando a toalha da mesa com o carro, que arranca puxando a toalha sem derrubar os troféus de cima da mesa, decretando a vitória de "Senna" sobre os demais competidores. |
| Primeiro Casal de Mestre-sala e Porta-bandeira (Julinho Nascimento e Rute Alves): "As Cores da Vitória" A fantasia do primeiro casal de mestre-sala e porta-bandeira, formado por Julinho e Rute, simbolizou as cores da Unidos da Tijuca, azul e amarelo, que também são cores do Brasil. Segundo o roteiro do desfile, as cores "representam o Brasil em suas vitórias no esporte". Julinho desfilou com fantasia em tom predominantemente branco, com detalhes em azul e amarelo, e a reprodução de um pavão no ombro. Rute desfilou com figurino branco com decorações imitando a forma de penas de pavão e saia de penas azuis e amarelas. Antes de começar a apresentação, Julinho entregou uma bandeira do Brasil ao "Senna" da Comissão de Frente, interpretado por Fabrício Negri, que interagiu rapidamente com o casal. |
| Velha Guarda Atrás do primeiro casal, desfiou a Velha Guarda da escola. Mulheres vestiam figurinos amarelos e homens vestiam roupas azuis. |
| Alegoria 1: "Boxes dos Competidores" O carro abre-alas do desfile simbolizou os competidores nos boxes antes do início da corrida. No primeiro chassi da alegoria, cerca de 45 componentes interpretavam Ayrton Senna, vestidos com o macacão vermelho similar ao da McLaren e o clássico capacete verde e amarelo do piloto brasileiro. Com os pés presos no piso quadriculado da alegoria, os componentes seguravam réplicas de volantes de Fórmula 1 e faziam uma coreografia como se estivessem pilotando um carro. Na lateral do chassi, diversos televisores exibiam imagens de Ayrton Senna. Na frente da alegoria, um letreiro com a inscrição "GP Tijuca", sendo "GP" a sigla de Grand Prix (ou Grande Prêmio, em português), como são chamadas as provas de Fórmula 1. O segundo chassi do carro abre-alas simbolizou dezenove boxes dos competidores da corrida. Em cada box, dois componentes interpretavam os competidores: Penélope Charmosa, The Flash, Guepardo, Trem Bala, Ciclista, Quadrilha de Morte, Piloto de Fórmula 1, Barão Vermelho, Antigomobilista, Sargento Bombarda, Ligeirinho, Peter Perfeito, Falcão Peregrino, Speed Racer, Remador, Dick Vigarista, Supersônico, Motociclista e Velejador. Um componente fazia cabeça e braços do personagem, enquanto outro fazia barriga e pernas. Diversos capacetes, nas cores do Brasil, decoravam o chassi. Destaques de Luxo: Waleska Mamede com a fantasia "Desejo da Vitória". João Helder com a fantasia "Concentração". Cosete Gomes com a fantasia "Pura Emoção!". |
| Ala 1 (Baianas): "Foi Dada a Largada!" As oitenta baianas da Tijuca desfilaram com fantasias nas cores azul, amarelo e branco, simbolizando a largada da corrida. Várias bandeiras da Unidos da Tijuca formavam o costeiro da fantasia, lembrando da época em que as bandeiras de largada da Fórmula 1 tinham as cores do país-sede de cada corrida. |
| Setor 1: Atenção, Animais na Curva! |
| Ala 2: "Cavalo" Abrindo o setor que trata dos animais que participaram da corrida, a segunda ala do desfile representou os cavalos. A fantasia fez uma analogia entre os animais e a unidade de medida de potência Horsepower (hp), termo adotado no final do século XVIII para comparar a produção das máquinas a vapor com a potência dos cavalos de tração. Componentes desfilaram com um chapéu com a forma de uma cabeça de cavalo e uma adereço em forma de carro preso na cintura. |
| Destaque de Chão: Ana Paula Evangelista |
| Ala 3: "Beija-Flor" A terceira ala do desfile simbolizou o beija-flor. Segundo o enredo, "o bico mais longo e estreito e uma asa menor garantem mais aceleração e equilíbrio. Para impressionar a fêmea, o macho voa mais rápido do que um avião a jato". A informação foi retirada de um estudo, divulgado em 2009, pela da Universidade da Califórnia em Berkeley, nos Estados Unidos. Os componentes da ala desfilaram com um chapéu com a forma de um beija-flor e, no costeiro, um adereço na forma de uma turbina de avião. |
| Ala 4: "Peixe Agulhão" A quarta ala do desfile representou o peixe-agulhão, reconhecido pelo Guinness Book como o animal aquático mais rápido do mundo. Os componentes da ala desfilaram com uma reprodução do peixe-agulhão preso a uma haste da fantasia que, quando giradas, atingiam 2,5 metros de altura, dando a impressão de que os "peixes" estavam pulando. |
| Ala 5: "Falcão Peregrino" A quinta ala do desfile simbolizou o falcão-peregrino, reconhecido como o animal mais rápido do mundo. Segundo o Guinness Book, o pássaro pode chegar a 320 quilômetros por hora quando está caçando. Componentes desfilaram com fantasias em tons metálicos, plumas em tons de laranja e amarelo e chapéu na forma de uma cabeça de falcão. |
| Ala 6: "Guepardo" A sexta ala do desfile representou o guepardo, considerado o animal terrestre mais rápido do mundo. Os componentes da ala desfilaram com fantasias estilizadas imitando a pele do guepardo e adereços na forma de peças de automóveis em alusão ao fato do animal inspirar a criação de carros. |
| Alegoria 2: "Curva Perigosa" A segunda alegoria do desfile foi inspirada na curva Eau Rouge, do Circuito de Spa-Francorchamps (Bélgica) de Fórmula 1. A curva é considerada por pilotos e especialistas como uma das mais perigosas do automobilismo mundial. O circuito foi vencido por Ayrton Senna por cinco vezes: em 1985 e de 1988 a 1991. O carro alegórico foi todo decorado com reproduções de folhas, simbolizando a floresta por onde passa a curva Eau Rouge. Cerca de sessenta esculturas de guepardos também decoravam a alegoria. Componentes vestindo malhas simulando a pele de guepardo puxavam estruturas em forma de carcaça de carro, simulando uma corrida na floresta. Destaques de Luxo: Meime dos Brilhos com a fantasia "Encanto da Floresta". Glória com a fantasia "Cuidado com a Curva!". Joubert com a fantasia "Mistérios da Mata". Nabil com a fantasia "Alta Velocidade". |
| Setor 2: "A Grande Reta" |
| Ala 7: "Internet" O segundo setor do desfile apresentou mais alguns competidores da corrida. A sétima ala simbolizou a Internet. Segundo o roteiro do desfile, "Na era da velocidade, informações circulam pelo planeta em segundos e podem ser acessadas com apenas um toque". Componentes desfilaram com fantasias decoradas com cabos de internet e chapéu no formato de um globo terrestre. |
| Destaque de Chão: Patrícia Shélida com a fantasia "Velocidade Máxima" |
| Ala 8: "Eletricidade" A oitava ala do desfile simbolizou a eletricidade. Segundo o roteiro do desfile, "Essa incrível competidora conduz o ritmo eletrizante da corrida em alta tensão!". Os componentes da ala desfilaram com fantasias em tons de vermelho e branco. |
| Ala 9: "Supersônico" A nona ala do desfile representou os aviões supersônicos, capazes de voar mais rápido que a velocidade do som. Os componentes da ala desfilaram usando réplicas de capacetes de aviação e fantasias com reproduções de asas de avião. |
| Segundo Casal de Mestre-sala e Porta-bandeira (Vinicius Pessanha e Jackellyne Pessanha): "Alegria em Órbita" O segundo casal de mestre-sala e porta-bandeira, formado pelos irmãos Vinícius e Jack Pessanha, desfilou com fantasias em tons de preto e prata, simbolizando os milhares de satélites em torno do planeta Terra. |
| Ala 10: "Satélite" A décima ala do desfile simbolizou os satélites artificiais que giram em torno da Terra, com as mais diversas funções de recepção e transmissão de sinais no espaço. Os componentes da ala desfilaram com fantasias em tons de preto e prata, com reproduções de antenas. |
| Ala 11: "Trem Bala" A ala onze simbolizou o trem-bala, como são chamados os trens de alta velocidade que operam significativamente mais rápido do que o tráfego ferroviário tradicional. Numa brincadeira com o nome do transporte, componentes desfilaram com costeiros formados por reproduções gigantes de balas coloridas e chapéus no formato de chaminés de locomotivas. |
| Ala 12: "Velocidade da Luz" A ala doze fez alusão à velocidade da luz, a velocidade máxima que um objeto consegue alcançar. Os componentes da ala desfilaram com fantasias decoradas com luzes de LED e reproduções de lâmpada na cabeça, também iluminadas com LED. A ala era coreografada e as luzes apagavam e acendiam durante a coreografia. Todos carregavam bateria nas costas para sustentar o efeito durante o desfile. |
| Alegoria 3: "Pit Stop" Visão geral da terceira alegoria.O pit stop assistido pelo público.A terceira alegoria do desfile fez referência ao pit stop, como é chamado no automobilismo a parada nos boxes, durante a corrida, para a troca de pneus e o reabastecimento de combustível dos veículos competidores. A alegoria simulou uma troca de pneus vertical, como se estivesse sendo vista de cima pelo público. A reprodução de um carro de Fórmula 1 dava uma volta na lateral da alegoria e parava no "box", onde componentes vestindo macacões vermelhos, representando mecânicos, faziam uma fictícia troca de pneus. Em baixo, diversos componentes desfilaram deitados, simulando a plateia da corrida. A parte frontal da alegoria simulou uma loja de conveniência de posto de combustível. Destaque de Luxo: Roseni Blanc com a fantasia "Pit Stop". |
| Setor 3: "Área de Ultrapassagem" |
| Ala 13: "Ligeirinho" Abrindo o setor com os personagens de desenho animado participantes da corrida, os componentes da ala treze desfilaram fantasiados de Speedy González, conhecido no Brasil como Ligeirinho. O personagem fictício, criado pelos estúdios da Warner Bros, é um camundongo mexicano esperto e muito veloz. |
| Ala 14: "Papa-Léguas" Na ala quatorze, os componentes desfilaram fantasiados de Papa-Léguas, com uma fantasia de pelúcia que cobria todo o corpo. O personagem animado da Warner Bros era veloz e vivia fugindo do Coiote, que queria capturá-lo. |
| Ala 15: "Speed Racer" / Elemento Cenográfico: "Mach 5" Na ala quinze, os componentes desfilaram fantasiados de Speed Racer, personagem central da adaptação norte-americana de uma série japonesa de mangá e anime dos anos 1960, criado por Tatsuo Yoshida, sobre corridas de automóveis. Speed é um jovem e audaz piloto de corrida de dezoito anos, que dirige o carro Mach 5, criado por seu pai (Pops Racer) e vive diversas aventuras dentro e fora das corridas. No meio da ala, desfilou um elemento alegórico vazado, simulando uma carcaça do Mach 5, com diversos componentes dentro. |
| Ala 16 (Passistas): "Tecnologia de Ponta" A Ala de Passistas da Tijuca desfilou com fantasias com estampas em quadriculado preto e branco e detalhes em dourado, com plumas brancas, simbolizando a "Tecnologia de Ponta" dos veículos participantes da corrida. |
| Ala 17 (Bateria): "Mecânicos" Os ritmistas da Pura Cadência.A Rainha da Bateria, Juliana Alves.Os 272 ritmistas da Bateria Pura Cadência, comandados por Mestre Casagrande, desfilaram vestidos de mecânicos de Fórmula 1, com macacões nas cores azul, amarelo e branco. Rainha de Bateria (Juliana Alves): "Ignição Automática" Em seu segundo ano como Rainha de Bateria da Tijuca, a atriz Juliana Alves desfilou com uma fantasia confeccionada por Edmilson Lima e Paulo Rocha, toda cravejada de cristais nas cores da escola (azul e amarelo). A fantasia tinha como nome "Ignição Automática", um sistema presente em veículos motorizados que permite a partida do motor de forma automática, sem a necessidade de utilizar uma chave. |
| Ala 18: "The Flash" Na ala dezoito, os componentes desfilaram fantasiados de The Flash, super-herói da DC Comics. O personagem, Barry Allen, era funcionário da polícia científica, quando sofreu um acidente, sendo banhado por produtos químicos após seu laboratório ser atingido por um raio. Esse acidente fez com que ele fosse capaz de acessar e canalizar o poder vindo da "Força de Aceleração", sendo, a partir desse momento, capaz de correr em uma velocidade fantástica. Os componentes da ala desfilaram com o característico macacão vermelho do personagem, enfeitado com adereços em forma de raio e costeiro de plumas alaranjadas. |
| Ala 19: "Sonic" Na ala dezenove, os componentes desfilaram fantasiados de Sonic, com uma fantasia de pelúcia que cobria todo o corpo. O personagem é o protagonista da série de jogos Sonic the Hedgehog, bem como de desenhos animados, quadrinhos e outras mídias feitas pela empresa Sega. Sonic é um ouriço azul antropomórfico capaz de correr em velocidade imensurável. |
| Ala 20: "Corrida Maluca" Na vigésima ala do desfile, os componentes desfilaram com fantasias diversas representando os personagens da Corrida Maluca, série de desenho animado produzida pelo estúdio de animação estadunidense Hanna-Barbera. No desenho, diversos competidores buscavam o título mundial de "Corredor Mais Louco do Mundo". |
| Alegoria 4: "Ultrapassagem Maluca" Assim como a ala anterior, a quarta alegoria do desfile também fez referência ao desenho animado Corrida Maluca. A alegoria simulava uma montanha, onde componentes empurravam cartazes com o desenho dos carros dos personagens impressos. No topo da alegoria, componentes desfilaram fantasiados dos personagens. A alegoria ainda tinha várias esculturas dos personagens da Corrida Maluca. Na parte frontal do carro alegórico, a drag queen Suzy Brasil interpretava Penélope Charmosa; enquanto Corintho interpretava Dick Vigarista. |
| Setor 4: "Reta de Chegada" |
| Ala 21: "Velocistas" Abrindo o setor que "narrou" o final da corrida, o desfile apresentou os últimos competidores da prova. A ala 21 fez referência aos velocistas, na figura do jamaicano Usain Bolt, multicampeão olímpico e mundial, e considerado o homem mais rápido do mundo. Na ala, coreografada, homens caracterizados como Usain Bolt corriam entre mulheres com fantasias nas cores do reggae, ritmo jamaicano. |
| Ala 22: "Ciclista" Os componentes da ala desfilaram representando os ciclistas, com fantasias em tons de azul e amarelo e a reprodução da parte frontal de uma bicicleta na frente da fantasia. O costeiro da fantasia era formado por bandeiras confeccionadas de organza. |
| Destaque de Chão: Delma Castro com a fantasia "Aceleração" |
| Ala 23: "Motociclista" Os componentes da ala desfilaram representando os motociclistas, vestindo macacão, bota e capacete e carregando, na altura da cintura, a reprodução de uma moto estilizada. |
| Ala 24: "Remador" / Elemento Cenográfico: "Rema, Rema, Remador" Os componentes da ala desfilaram representando os remadores. Alguns componentes, com fantasias azuis, desfilaram dentro de uma grande malha azul com pintura simulando o mar. No centro do tecido, um elemento cenográfico simulando um barco a remo, usado nas competições do esporte. Dentro do elemento, componentes com figurinos de remador manuseavam as pás do remo. Os componentes estavam em pé, mas as pernas de espuma, fixadas ao corpo deles, fazia parecer que estavam sentados na embarcação. |
| Ala 25: "Velejador" Os componentes da ala desfilaram representando os velejadores, carregando, na altura da cintura, a reprodução de um barco. |
| Ala 26: "Antigomobilista" A ala fez referência aos antigomobilistas, como são chamados os entusiastas ou colecionadores de carros antigos. Os componentes desfilaram vestindo a reprodução da parte frontal de um calhambeque. |
| Alegoria 5: "Chegada" A quinta alegoria do desfile simbolizou o final da corrida, consagrando a vitória de Ayrton Senna. A alegoria tinha uma pista oval, que era percorrida por um piloto num carro de kart. O piloto estava caracterizado como Senna, com macacão vermelho e capacete verde e amarelo. A alegoria era decorada com réplicas de pneus e fotos de Ayrton Senna. No alto do carro alegórico, Amanda Marques desfilou com fantasia denominada "Vitória!". |
| Setor 5: "Mais Veloz que o Tempo, Mais Real que Um Sonho" |
| Ala 27: "Bandeirada" Abrindo o último setor do desfile, a ala 27 fez referência à bandeira xadrez em quadriculado preto e branco usada para sinalizar o final de uma corrida automobilística. Os componentes da ala desfilaram usando uma malha quadriculada e balançando bandeiras em xadrez preto e branco. |
| Ala 28: "Educação" As alas seguintes simbolizaram o desejo de Ayrton Senna em oferecer oportunidades de desenvolvimento humano a crianças e jovens de baixa renda. O assunto começou a ser debatido pelo piloto em 1994, mas só foi concretizado após a sua morte, com a criação do Instituto Ayrton Senna. A ala 28 fez referência aos projetos de educação do Instituto. Os componentes da ala desfilaram com jalecos de estudantes e o costeiro da fantasia era formado por reproduções de lápis coloridos. |
| Destaque de Chão: Lilian Duarte com a fantasia "Fair Play" |
| Ala 29: "Esportes" A ala fez referência aos projetos de esporte do Instituto Ayrton Senna. Os componentes da ala desfilaram com fantasias variadas em alusão à diversos esportes. Eles também carregavam bandeiras com o selo "Ayrton Senna Sempre", criado pela família do piloto para lembrar dos vinte anos da trágica morte do brasileiro. |
| Ala 30: "Artes" A ala fez alusão o programa Educação pela Arte do Instituto Ayrton Senna. Os componentes da ala desfilaram com fantasias enfeitadas com reproduções de pincéis. |
| Destaque de Chão: Mariah Dantas com a fantasia "Fórmula da Conquista" |
| Ala 31 (Crianças): "Senninha" A Ala de Crianças da Tijuca desfilou representando o personagem Senninha, criado pelo publicitário Rogério Martins e o desenhista Ridaut Dias Júnior. Senninha foi lançado em 28 de janeiro de 1994, quando Ayrton Senna anunciou o projeto com o intuito de passar para as crianças alguns de seus valores. O personagem é um garoto de oito anos, com as características físicas de Senna. As crianças desfilaram com roupas nas cores do Brasil e carregando, nos ombros, um boneco do personagem. |
| Ala 32: "Grandes Conquistas" A ala fez menção às conquistas marcantes da carreira de Senna: A primeira vitória na Fórmula 1, no Circuito de Estoril (Portugal); o tricampeonato no Circuito de Suzuka (Japão); as várias conquistas do Circuito de Mônaco, que fez Senna ganhar o apelido de Rei de Mônaco; e as vitórias no Circuito de Interlagos (Brasil). Os componentes da ala desfilaram com fantasias variadas em referência aos quatro lugares citados. |
| Alegoria 6: "Pódio" Visão geral da última alegoria.A comemoração de "Senna" no pódio.A sexta e última alegoria do desfile simbolizou o pódio da corrida. O carro alegórico, em forma de pirâmide, tinha cinco andares, com duas fileiras decoradas com reproduções de troféus e mais duas fileiras com componentes coreografados vestindo macacões vermelhos. Em determinado momento da coreografia, os componentes arrancavam o macacão vermelho, ficando com o macacão amarelo que vestiam por baixo, num truque semelhante ao realizado pela histórica Comissão de Frente da Unidos da Tijuca no desfile de 2010. No último andar da alegoria, um componente interpretava Senna, vestindo o clássico macacão vermelho similar ao da McLaren e o capacete verde e amarelo do piloto brasileiro. O componente erguia um troféu e comemorava a vitória da corrida. A alegoria lançava jatos de água pra cima, lembrando as diversas conquistas de Ayrton pilotando na chuva, além do clássico "banho de champanhe" que os pilotos vencedores tomam no pódio em comemoração à vitória. Componentes fantasiados como outros concorrentes da corrida, formavam um pódio nas posições abaixo do último andar. Na parte traseira do carro alegórico, um banner com uma imagem de Ayrton Senna e uma frase sua: "O fato de ser brasileiro só me enche de orgulho". |
| Ala 33 (Compositores) O desfile foi encerrado com a Ala de Compositores da escola, vestidos com roupas nas cores da agremiação. |

## Recepção dos especialistas

Capa do Jornal Extra da quarta-feira de cinzas de 2014 apontando o favoritismo de Salgueiro e Tijuca na disputa pelo título.

Especialistas classificaram o desfile como "correto", e alguns veículos de imprensa listaram a Tijuca entre as favoritas ao título junto com Salgueiro e Portela. Rafael Lemos, da Veja, apontou Unidos da Tijuca e Portela como as favoritas ao título. Segundo o jornalista, a Tijuca desfilou "quase sem falhas", "a comissão de frente empolgou" e "o casal de mestre-sala e porta-bandeira Julinho e Rute foram outro ponto alto". Para Fábio Grellet, do Estadão, "Paulo Barros não causou nenhuma grande surpresa. A comissão de frente não chegou a empolgar o público. Embora sem brilho, o desfile correto credencia a escola à disputa do título". Segundo a Folha de S.Paulo, a Tijuca realizou "um desfile sem erros e com seus integrantes cantando o samba na ponta da língua. Credenciou-se a voltar no sábado das campeãs". A Jovem Pan apontou que a escola "agitou o público até o final com um desfile leve e divertido".

Em sua crônica sobre o desfile, o jornal O Globo apontou que a escola "pareceu estar pisando no freio em criatividade, correndo atrás de novas formas de exibir as mesmas fórmulas [...] Com um samba que não ajudou muito, mas que, no entanto, foi bastante cantado pelos integrantes, a escola desfilou corretamente e não surpreenderá se voltar no sábado das campeãs". Para os jurados do prêmio Estandarte de Ouro, que escolheram o Sagueiro como a melhor escola, a Unidos da Tijuca "desfilou bem e houve momentos de sensibilidade, mas o enredo trouxe excessivamente referências a desenhos animados". Para Leonardo Bruno, do jornal Extra, a Tijuca "esteve muito melhor nos quesitos de chão (harmonia, evolução e bateria) do que nos de responsabilidade do carnavalesco (enredo e alegorias)". Segundo o jornalista, "o trabalho de Paulo Barros foi mais criativo nas fantasias. O enredo deixou a desejar e as alegorias não surtiram efeito desejado (além de não serem plasticamente bonitas). Mas a escola fez um ótimo desfile, com bom canto, bateria e uma evolução perfeita". Para o jornalista Fred Sabino, a Tijuca realizou uma "apresentação irreverente e agradável [...] com alegorias e fantasias criativas e bem acabadas [...] Foi um belo e animado desfile, apenas inferior no conjunto em relação à Portela".

## Julgamento oficial

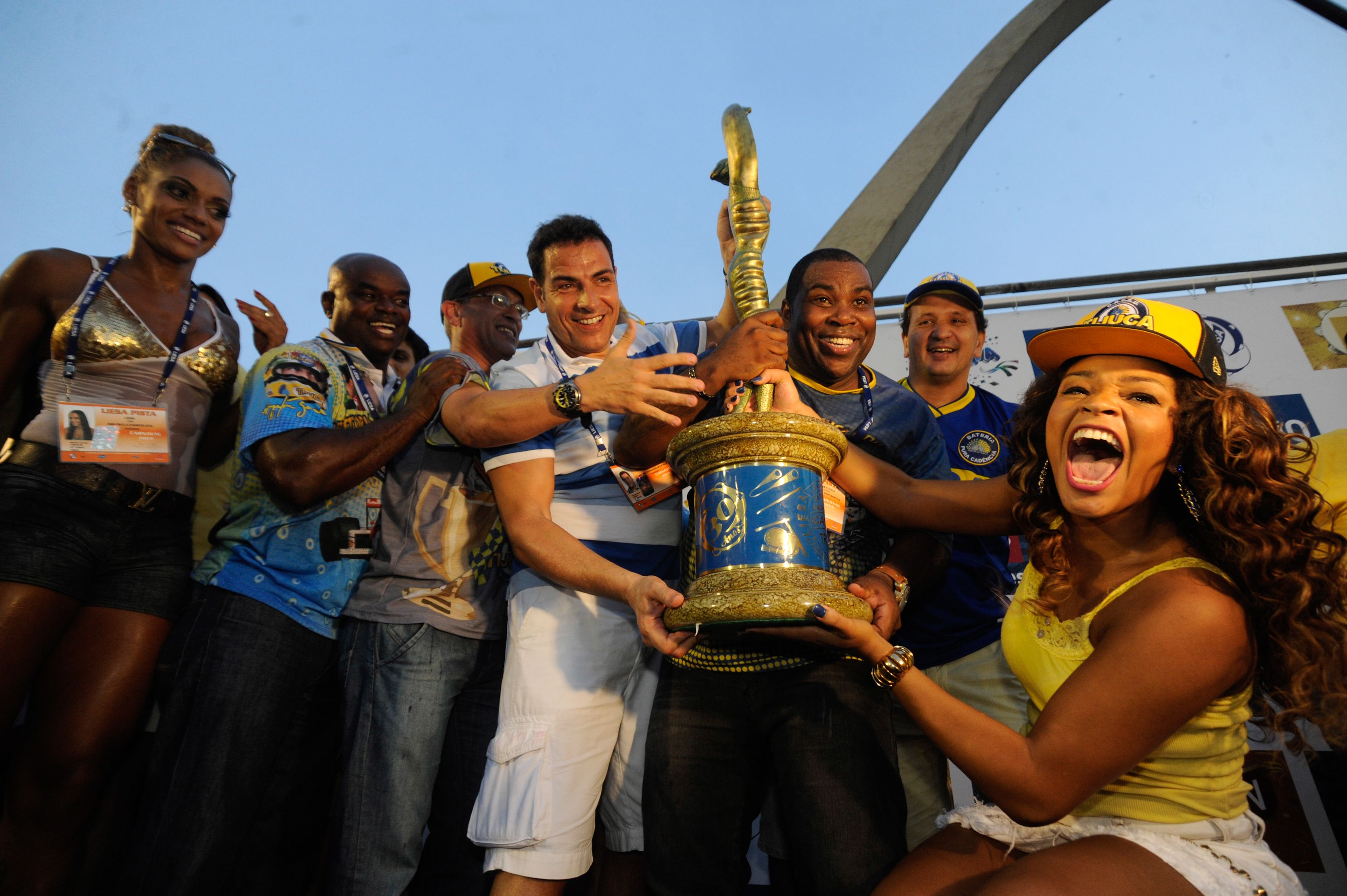
Tinga, Juliana Alves, Ana Paula Evangelista e outros integrantes da Tijuca com o troféu do campeonato.

A Unidos da Tijuca foi campeã com um décimo de vantagem sobre o vice-campeão Salgueiro. Foi o quarto título da escola na elite do carnaval, sendo o terceiro título em cinco anos. Com a vitória, a escola foi classificada para encerrar o Desfile das Campeãs, que foi realizado entre a noite de noite do sábado, dia 8 de março de 2014, e a madrugada do dia seguinte, no Sambódromo da Marquês de Sapucaí.

### Notas

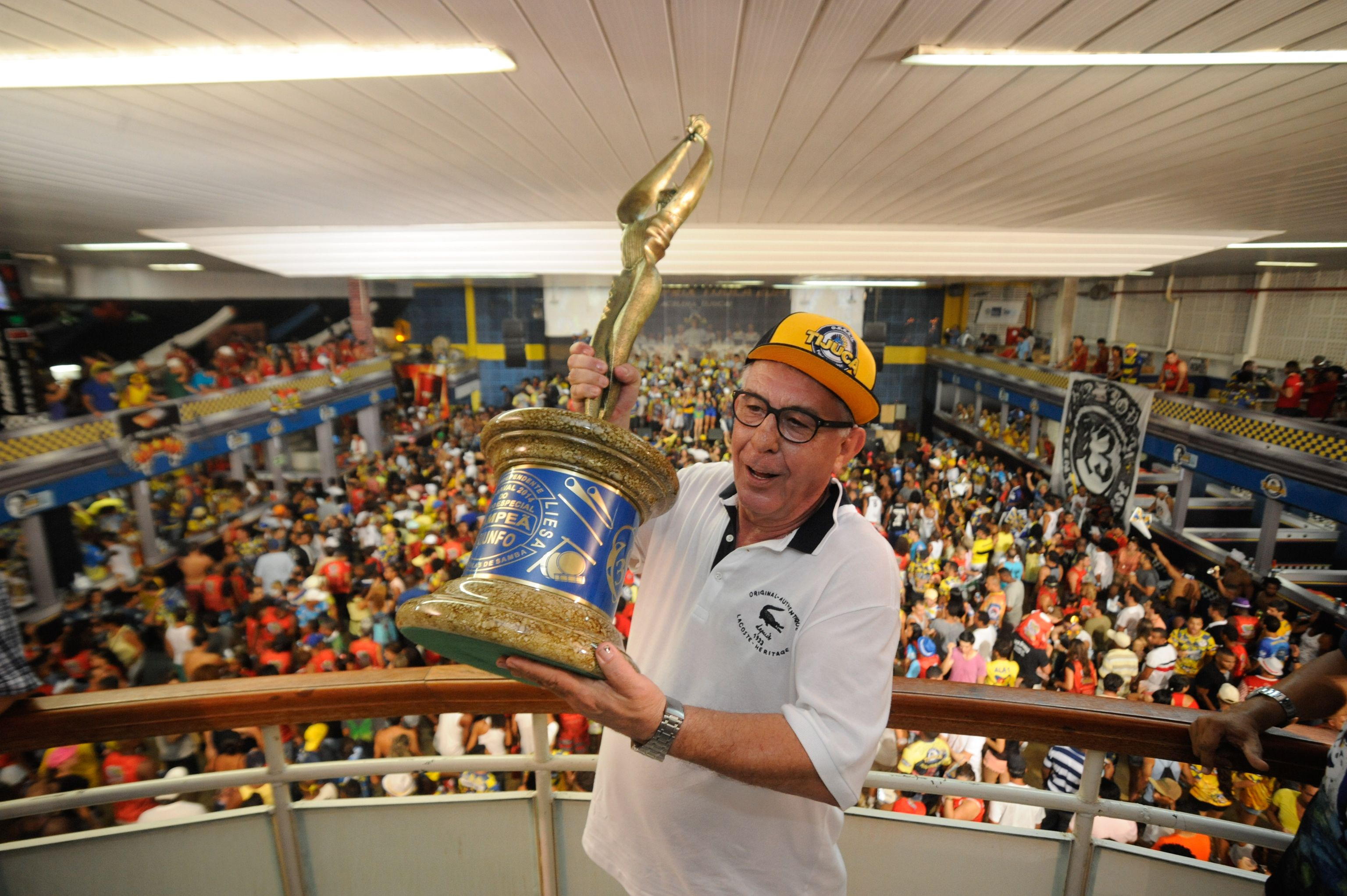
Presidente da Tijuca, Fernando Horta, na quadra da escola, com o troféu do título.

#### Justificativas
A Tijuca recebeu nove notas diferentes de dez. Abaixo, as justificativas dos julgadores para os descontos:
- Patrícia Nunes, do Módulo 2 de Fantasias deu nota 9,9, descontando um décimo na concepção da fantasia das alas 7 ("difícil leitura e pouco criativa. Não transmitiu de forma clara a proposta original"); 18, 19, 20, 27, 30 e 31 ("difícil leitura, pouco criativa e com elementos de representação óbvia").[45]
- Paulo Paradela, do Módulo 3 de Fantasias deu nota 9,8, descontando um décimo na concepção da fantasia das alas 7, 9 e 16 ("não transmitiu de forma clara a proposta original, difícil leitura"). Descontou mais um décimo na realização da fantasia da ala 1 ("algumas saias das baianas estavam descosturando") e da ala 3 ("elemento central do costeiro quebrado ou despencando em várias fantasias").[46] A nota foi descartada por ter sido a menor do quesito.
- Emil Ferreira, do Módulo 2 de Alegorias e Adereços deu nota 9,9 e alegou que "a escola repete formas consagradas em ouros carnavais, com alegorias verticalizadas, bem humoradas, e quase sempre piramidais. Eficiente, mas previsível".[47] A nota foi descartada por ter sido a menor do quesito.
- Alexandre Wanderley, do Módulo 1 de Samba-enredo deu nota 9,7, descontando dois décimos da letra, alegando que "o samba carece de riqueza poética" e o verso "A Internet ultrapassou a Energia" "parece ser desprovido de sentido". Descontou mais um décimo da melodia, justificando que "o desenho musical da segunda estrofe apresenta pouca variação melódica".[48] A nota foi descartada por ter sido a menor do quesito.
- Alice Serrano, do Módulo 2 de Samba-Enredo, deu nota 9,8, descontando um décimo da letra, alegando que ela retrata o enredo em pedaços e que "um conjunto de versos não é encadeado com os seguintes e assim sucessivamente". Descontou mais um décimo da melodia justificando que "a composição melódica, da mesma forma que a letra, também parece composta em partes, ocorrendo quebras melódicas, e/ou falta de continuidade ou de elos de ligação".[49]
- Marta Macedo, do Módulo 3 de Samba-enredo deu nota 9,8, descontando um décimo da letra, alegando que ela "carece de um tratamento estético e poético, por ser muito simples, sem grandes momentos de criatividade, originalidade e inspiração". Descontou mais um décimo da melodia, justificando que ela "não é muito rebuscada e sem grandes momentos. É previsível e não tem muitos contornos ou desenhos melódicos, e o refrão principal tem melodia genérica e sem criatividade musical".[50]
- Maria Amélia Martins, do Módulo 4 de Samba-Enredo, deu nota 9,9, descontando um décimo da letra com a justificativa de que "Não teve um grande momento. Ficou sem emoção. Alguns bons momentos irreverentes, mas faltou beleza em alguns momentos", citando como exemplo o verso "A Internet ultrapassou a Energia".[51]
- Monique Aragão, do Módulo 4 de Harmonia deu nota 9,9 argumentando que algumas alas "não se dirigiam ao público, privando a plateia de sua exibição musical, sua expressão e comunicação".[52] A nota foi descartada por ter sido a menor do quesito.
- Paulo César Morato, do Módulo 4 de Comissão de Frente, deu nota 9,8 alegando que os coreógrafos apresentaram uma coreografia "com uma frontalidade que passa do ponto ideal, excesso esse que faz com que diversos elementos cênicos usados gerem quebra de ritmo e descontinuidades venham à tona. O resultado se mostra frágil, a ideia central não se constrói bem, e o espetáculo não contagia o suficiente".[53] A nota foi descartada por ter sido a menor do quesito.

## Premiações

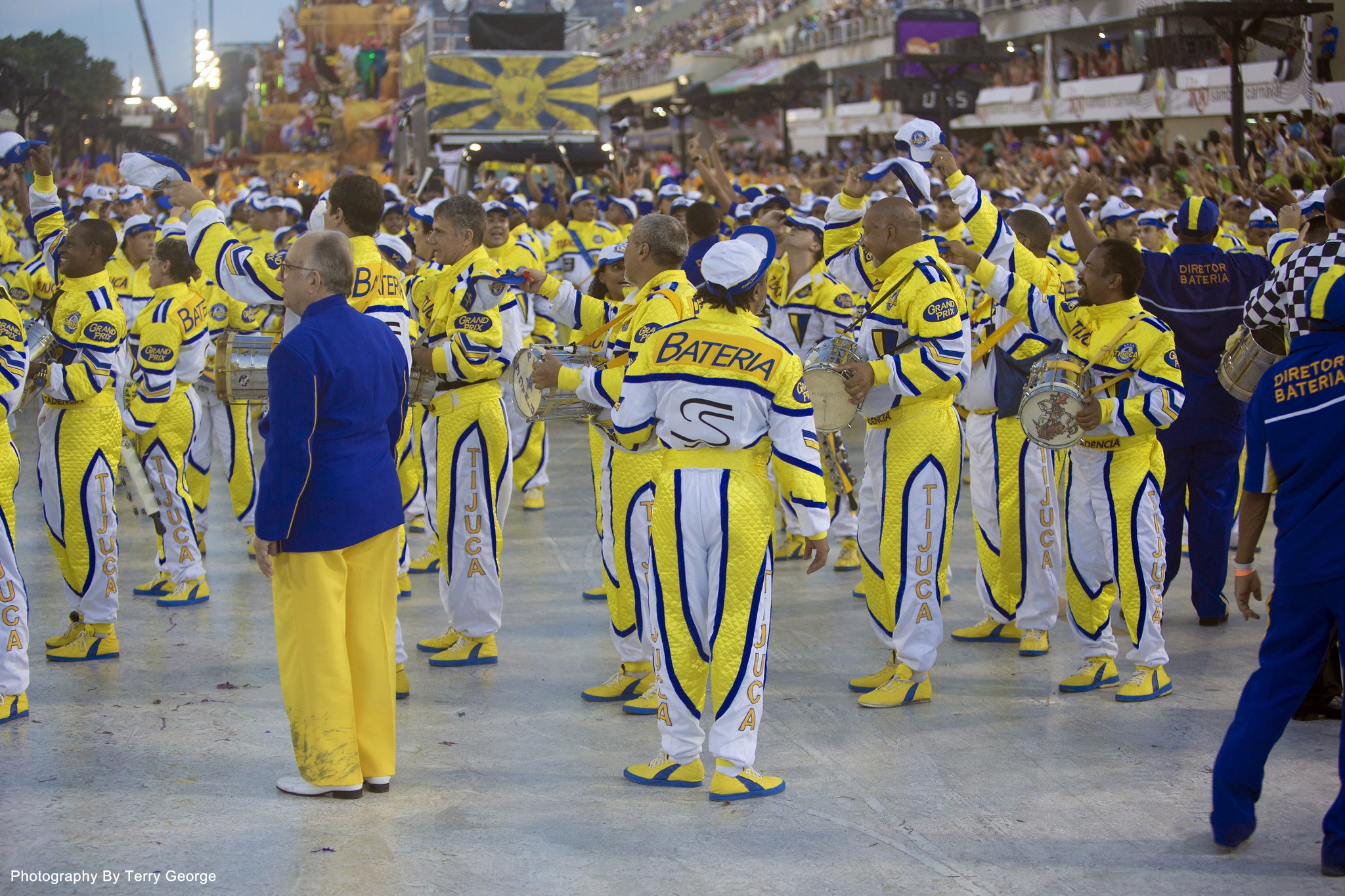
A Bateria Pura Cadência recebeu os prêmios Estrela do Carnaval, S@mba-Net e Troféu Tupi, sendo a mais premiada do ano junto com a Bateria do Salgueiro.

Pelo seu desfile, a Tijuca recebeu os seguintes prêmios:
- Estrela do Carnaval [54]

1. Melhor bateria

- Gato de Prata [55]

1. Melhor comissão de frente

- Plumas & Paetês Cultural [56]

1. Maquiador artístico (Jorge Abreu)

- Prêmio SRzd [57]

1. Melhor intérprete (Tinga)

- S@mba-Net [58]

1. Melhor bateria

- Troféu Apoteose [59]

1. Melhor escola
2. Melhor harmonia

- Troféu Tupi Carnaval Total [60]

1. Melhor bateria
2. Melhor harmonia

## Pós-vitória
Após o carnaval, a Tijuca perdeu peças importantes de sua equipe: os coreógrafos Priscilla Mota e Rodrigo Negri foram para a Grande Rio; enquanto o carnavalesco Paulo Barros se transferiu para a Mocidade Independente de Padre Miguel. A relação de Barros com a escola já vinha dando sinais de deterioração. Nos dias que antecederam o desfile, boatos adiantavam que, por conta de desentendimentos com a direção da escola, o carnavalesco poderia trocar de agremiação em 2015. Na Mocidade, Barros teve a liberdade de fazer um enredo autoral, algo que na Tijuca não vinha sendo possível, uma vez que os enredos eram escolhidos pela direção da escola. Nos carnavais de 2015 e 2016 a Tijuca se classificou à frente de Paulo Barros. Em 2017, Barros foi campeão com a Portela; enquanto a Tijuca, com um desfile acidentado, se classificou em penúltimo lugar. O carnavalesco retornou à Unidos da Tijuca no carnaval de 2020, conquistando apenas a nona colocação.